# Antistaseopsis brasiliensis
Antistaseopsis brasiliensis là một loài ruồi trong họ Tachinidae.